# Tangoio Falls
Die Tangio Falls sind ein Wasserfall im Gebiet des Küstenorts Tangoio in der Region Hawke’s Bay auf der Nordinsel Neuseelands. Er liegt in Nachbarschaft zu den Te Ana Falls im Lauf des Rauwirikokomuka Stream. Seine Fallhöhe beträgt 25 Meter.
Ein gut beschilderter Wanderparkplatz befindet sich 25 km nördlich von Napier am New Zealand State Highway 2. Von hier aus führt eine 30 minütige Wanderung zu beiden Wasserfällen.